# Speed King
Speed King ist ein riffbetonter Hardrock-Song der britischen Band Deep Purple, der im Laufe des Jahres 1969 geschrieben und im Juni 1970 als Opener des Studioalbums Deep Purple in Rock sowie als Single veröffentlicht wurde. Speed King zählt zu den richtungsweisenden und wichtigsten Songs von Deep Purple und gilt stilbildend für die späteren Metal-Spielarten wie Speed- und Thrash Metal.
Die Musikzeitschrift Eclipsed schrieb in Bezug auf die Einleitung des Titels Speed King: „Blackmore zersplitterte in nur fünfzig Sekunden die gängigen Konventionen der Beat-Ära, und machte die sechziger Jahre der Popmusik zur Historie.“ Die Zeitschrift Ultimate Classic Rock listete Speed King auf Platz 3 der Top 10 Deep Purple Songs.

## Entstehung
Speed King entstand im Zeitraum 1969/1970. Der Riff basiert aufgrund der Vorliebe von Ritchie Blackmore für Jimi Hendrix auf dessen Lied Fire. Speed King, das zu Beginn Kneel & Pray hieß, wurde von Deep Purple noch vor seiner Albumveröffentlichung während diverser Liveauftritte aufgeführt und somit in die endgültige Fassung gebracht. Eine der ersten Fassungen wurde auf dem Album Live in Montreux 69 veröffentlicht.

## Stil, Erfolg und Erbe
Der Song gilt als Doppelsynonym für Hard Rock und Deep Purple und verbindet Ian Gillans Rock-’n’-Roll-Wurzeln der 1950er Jahre mit dem Stil des neu aufkeimenden hart und laut gespielten Rock. Werner Faulstich stellt in seinem Buch Die Kultur der siebziger Jahre das Lied als Paradebeispiel des Hard Rock vor: „Das Stück beginnt mit einer instrumentalen Einleitung, in der zwei Kontrahenten vorgestellt werden: eine wilde Rockgitarre und ein sanfte Orgel. Zwei Grundlinien und ihr Kontrast deuten sich somit an, von denen die gesamte Rockmusik der siebziger Jahre geprägt war: hart versus weich.“
Dieser Kontrast zwischen hart und weich zeigt sich auch im langen solistischen Teil des Stücks. Dieses beginnt mit einem für Deep Purple charakteristischen "Duell" im Stil eines "Call And Response"-Parts zwischen Jon Lords Orgel und der Gitarre Ritchie Blackmores; Blackmores Stratocaster-Gitarre klingt hier sehr weich und dunkel (auf dem Hals-Tonabnehmer gespielt, mit stark zurückgedrehtem Tonregler). Abgelöst wird dieser Teil durch ein fulminantes, hart, aber melodisch gespieltes Gitarrenriff, das in der Studioversion mit einer parallel gespielten Overdub-Gitarre gemischt wurde, und das den Übergang in den nächsten Vers bildet. Dieser Instrumental-Teil des Stücks gilt als eines der besten im Zusammen- und Gegeneinanderspielen zwischen Lord und Blackmore.
In der weiteren Folge nahmen Deep Purple den Riff als Anleihe für ihre weiteren Songs wie Fireball, Space Truckin’, Mistreated und Stormbringer. 1983 veröffentlichten Black Sabbath mit Ian Gillan als Sänger das Lied Trashed, in dem Joel McIver Parallelen zu Speed King sieht. 1987 benannten Deep Purple ihr Studioalbum The House of Blue Light nach einer Textpassage des Titels Speed King.

## Liveaufführungen
Deep Purple verwendete den Song ab Mitte 1969 bis Anfang 1972 als Opener ihrer Konzerte. Entgegen der Studiofassung uferte der Song in eine bis zu 15-minütige Jamsession aus. Auf dem 1972er Album Made in Japan wurde er, nachdem er als Opener von Highway Star abgelöst worden war, als Zugabe gespielt. 1984 kam der Song mit der Reunion der klassischen Mark-II-Besetzung erneut in das Liveprogramm, in dem er zwar nicht mehr als Opener, sondern zumeist als Zugabe bis heute ein fester Bestandteil blieb.

## Wissenswertes
- Von Speed King existiert auch eine 4:25 lange Pianoversion, die auf der 25th Anniversary Edition von In Rock veröffentlicht wurde.
- Coverversionen existieren unter anderem von den Bands Thin Lizzy (als Funky Junction), Venom und Primal Fear.